# 太赫輻射

太赫兹波是介于微波波段的终点与红外线波段的起点之间.

太赫兹辐射被大气层强烈的吸收，限制了通信距离。这个图包含了太赫兹频谱的低频部分，从0.3到1 THz。Shown is the zenith atmospheric transmission of electromagnetic radiation from space to the summit of Mauna Kea, assuming a precipitable water vapor level of 0.001 mm (simulated). The downward spikes in the graph correspond to strong absorption lines due to various absorbances of different atmospheric molecules

这个图补充上图，显示大气层传输太赫兹频谱的高频部分，从1到3 THz。Shown is the zenith atmospheric attenuation of the electromagnetic spectrum from space to the summit of Mauna Kea, assuming a precipitable water vapor level of 0.001 mm (simulated). The decreasing transmission with increasing frequency, indicates greater absorption

，又稱THz波或太赫茲，包含了频率为0.3到3 THz的电磁波。此頻段屬远红外光，高於微波波段的頻率，对应的波长范围从1mm到0.1mm（或100μm），所以也叫作「亞毫米波段」（submillimeter waves）。
目前，国际上对太赫兹辐射已达成如下共识，即太赫兹是一种新的、有很多独特优点的辐射源；太赫兹技术是一个非常重要的交叉前沿领域，给技术创新、国民经济发展和国家安全提供了一个非常诱人的机遇。它之所以能够引起人们广泛的关注、有如此之多的应用，首先是因为物质的太赫兹光谱（包括透射谱和反射谱）包含着非常丰富的物理和化学信息，所以研究物质在该波段的光谱对于物质结构的探索具有重要意义；其次是因为太赫兹脉冲光源与传统光源相比具有很多独特的性质。

## 简介
THz波（太赫兹波）或称为THz射线（太赫兹射线）是从1980年代中后期，才被正式命名的，在此以前科学家们将统称为远红外射线。太赫兹波是指频率在0.1THz到10THz范围的电磁波，波长大概在0.03到3mm范围，介于微波与红外之间。实际上，早在一百年前，就有科学工作者涉及过这一波段。在1896年和1897年，Rubens和Nichols就涉及到这一波段，红外光谱到达9um（0.009mm）和20um（0.02mm），之后又有到达50um的记载。之后的近百年时间，远红外技术取得了许多成果，并且已经产业化。但是涉及太赫兹波段的研究结果和数据非常少，主要是受到有效太赫兹产生源和灵敏探测器的限制，因此这一波段也被称为THz间隙。随着80年代一系列新技术、新材料的发展，特别是超快技术的发展，使得获得宽带稳定的脉冲THz源成为一种准常规技术，THz技术得以迅速发展，并在实际范围内掀起一股THz研究热潮。

## 产生源

### 自然产生源
太赫兹辐射是任意温度高于约10K的物体的黑体辐射的一部分。

### 人工产生源
在2012年，几种太赫兹辐射的产生源有:
- 迴旋管（gyrotron）
- 反向波振荡器（backward wave oscillator, "BWO"）
- 远红外激光（far infrared laser, "FIR laser"）
- 肖特基二极管（Schottky diode）
- 量子级联激光器[3][4][5][6]
- 自由电子激光（FEL）
- 同步辐射光源
- photomixing（英语：photomixing） sources

## 研究
- 医学成像
- 安全检查
- 科学使用和成像
- 通信
- 制造
- 太赫兹无损检测

## 無線數據通訊紀錄
在2012年5月，日本東京工業大學的研究團隊使用T-射線的無線數據傳輸創下新的紀錄，發表在Electronics Letters，並建議在未來以此做為數據傳輸的頻率。該團隊的概念驗證裝置使用諧振穿隧二極體（RTD），其電壓下降時的電流增加造成二極體“共振”，並產生THz波段的波。使用該RTD，研究人員發送出542 GHz的訊號，得到的數據傳輸速率是每秒3 Gigabits。該展示速度比當時主流的Wi-Fi 802.11n標準快20倍，比之前11月份的數據傳輸設置的紀錄快一倍。THz Wi-Fi可能僅能在大約10米（33英尺）範圍內工作，但「理論上」數據傳輸速度可以高達100 Gbit/s。

## 引用和注释
1. ↑  DanielBaroletabFrançoisChristiaenscMichael R.Hamblinde. .   [2022-01-08]. （原始内容存档于2022-02-28）.
2. ↑  强烈太赫兹辐射 （页面存档备份，存于），亚太日报，2013年12月18日
3. ↑  
Köhler, Rüdeger; Alessandro Tredicucci, Fabio Beltram, Harvey E. Beere, Edmund H. Linfield, A. Giles Davies, David A. Ritchie, Rita C. Iotti, Fausto Rossi. . Nature. 2002-05-09, 417: 156–159  [2011-10-26]. Bibcode:2002Natur.417..156K. ISSN 0028-0836. PMID 12000955. doi:10.1038/417156a.
4. ↑  
Scalari, G.; C. Walther, M. Fischer, R. Terazzi, H. Beere, D. Ritchie, J. Faist. . Laser & Photonics Review. 2009-02-24, 3: 45–66  [2011-10-27]. ISSN 1863-8880. doi:10.1002/lpor.200810030.
5. ↑  
Lee, Alan W. M.; Qi Qin, Sushil Kumar, Benjamin S. Williams, Qing Hu, John L. Reno. . Appl. Phys. Lett. 2006, 89 (14): 141125. Bibcode:2006ApPhL..89n1125L. ISSN 0003-6951. doi:10.1063/1.2360210.
6. ↑  Fathololoumi, S.; E. Dupont, C.W.I. Chan, Z.R. Wasilewski, S.R. Laframboise, D. Ban, A. Matyas, C. Jirauschek, Q. Hu, H. C. Liu. . Optics Express. 2012-02-13, 20 (4): 3866–3876  [2012-03-21]. Bibcode:2012OExpr..20.3866F. doi:10.1364/OE.20.003866. []
7. ↑  K. Ishigaki, M. Shiraishi, S. Suzuki, M. Asada, N. Nishiyama, and S. Arai. . Electronics Letters. 10 May 2012, 48 (10): 582–3. doi:10.1049/el.2012.0849.
8. ↑  Chacksfield, Marc. . Tech Radar. 16 May 2012  [16 May 2012]. （原始内容存档于2012-11-25）.
9. ↑  . BBC News. 16 May 2012  [16 May 2012]. （原始内容存档于2012-10-17）.

## 延伸阅读
- Quasioptical Systems: Gaussian Beam Quasioptical Propagation and Applications, Paul F. Goldsmith, IEEE Press（1997）
- Sensing with Terahertz Radiation, ed. Daniel Mittleman, Springer（2002）
- Terahertz Spectroscopy: Principles and Applications, ed. Susan L. Dexheimer, CRC Press（2007）
- Principles of Terahertz Science and Technology, Yun-Shik Lee, Springer（2008）
- Introduction to THz Wave Photonics, Xi-Cheng Zhang and Jingzhou Xu, Springer（2009）
- Terahertz Technology: Fundamentals and Applications, Ali Rostami, Hassan Rasooli and Hamed Baghban, Springer（2011）